# Elihu Thomson

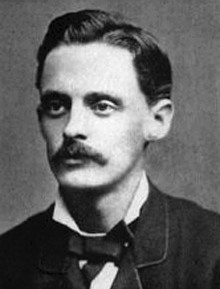
Elihu Thomson.

Elihu Thomson, född 29 mars 1853 i Manchester, död 13 mars 1937 i Swampscott, Massachusetts, var en brittisk-amerikansk elektroingenjör och uppfinnare.
Thomson var 1870-80 professor i kemi och mekanik vid Central High School i Philadelphia, men övergick sedermera helt till den elektrotekniska industrin. Han bildade tillsammans med Edwin J. Houston firman Thomson-Houston Co, som sedermera gick upp i den stora världsfirman General Electric, och gjorde ett stort antal betydande uppfinningar. Bland dessa märks en generator (tillsammans med Houston) av säregen typ, som vann vidsträckt användning, elsvetsningsmetod, elmätare, åskledare för elektriska anläggningar m.m. 
Thomson blev doctor of science vid Harvard University 1909, var president vid internationella elektrikerkongressen i Saint Louis 1904 och i internationella elektriska kommittén IEC 1908-11. Av utmärkelser, som kommit honom till del, kan nämnas Grand Prix i Paris 1889 och 1900, Rumfordpriset 1901, Grand Prize i Saint Louis 1904, American Institute of Electrical Engineers första Edisonmedalj 1909, Hughesmedaljen 1916, Kelvinmedaljen 1924, Franklinmedaljen 1925 och Faradaymedaljen 1927.